# Union Station (Jackson)
Pour les articles homonymes, voir Union Station.
Union Station est une gare ferroviaire des États-Unis, située sur le territoire de Jackson dans l'État du Mississippi.

## Histoire
Elle a été construite en 1927.

## Service des voyageurs

### Desserte
Elle est desservie par des liaisons longue-distance Amtrak :
- le City of New Orleans: La Nouvelle-Orléans - Chicago